# Piotr Swyłan
Piotr Swyłan (ur. 1881 lub 1882 w gminie Warklany w powiecie Rzeżyca, zm. ?) – polski działacz społeczny i oświatowy na Łotwie. 

## Życiorys
Pochodził z łatgalskiej zubożałej rodziny ziemiańskiej. Od 1901 mieszkał w Rydze, gdzie pracował jako urzędnik finansowy. W 1920 odrodził powstałe na początku XX wieku w Rydze Towarzystwo "Oświata", którego został prezesem. Zasiadał w zarządzie ryskiej filii Związku Polaków w Łotwie. Stał na czele Zjednoczenia Polskich Towarzystw. Był inicjatorem powołania kółka teatralnego przy towarzystwie "Oświata", które przekształciło się w Teatr Polski (później zasiadał w jego zarządzie). W latach 1925, 1928 i 1931 bez powodzenia kandydował w wyborach do Sejmu z listy polskiej. 